# Der verbotene Weg
Der verbotene Weg ist eine deutsche Stummfilmkomödie aus dem Jahre 1920 von Henrik Galeen mit Lupu Pick, seiner Frau Edith Posca und John Gottowt in den Hauptrollen.

## Handlung
Irgendwo in den ländlichen Niederlanden. Amtmann Peter van der Vouden ist glücklich verheiratet, droht aber auf eheliche Abwege zu geraten, da er Gefallen an der lieblichen Susanne findet, die jedoch mit dem ortsansässigen Gastwirt Lucas verehelicht ist. Um den lästigen Nebenbuhler loszuwerden, missbraucht er seine staatliche Befugnis und stellt einen falschen Haftbefehl aus, mit dem Lucas erstmal hinter Gitter landet. Dann geht er den titelgebenden verbotenen Weg direkt zu Susanne…
Peter versucht sie erotisch zu erobern und ins Bett zu ziehen. Doch der eingekerkerte Lucas lässt sich nicht einfach wegsperren und bricht aus seiner Zelle aus. Susanne entflieht derweil den Fängen des lüsternen van der Vouden. Schließlich muss der sich besonders schlau und gewieft vorkommende Amtmann gleich zweimal ordentlich Prügel einkassieren: von dem hintergangenen Gastwirt und von der eigenen Gattin, die ihrem untreuen Gemahl nachgeschlichen ist und bei der Nebenbuhlerin abfing. 

## Produktionsnotizen
Der verbotene Weg passierte die Filmzensur am 16. August 1920 die Zensur und wurde vier Tage darauf an Berlins UT Nollendorfplatz uraufgeführt. Es war die dritte Filmregie des hauptberuflichen Drehbuchautors Henrik Galeen, eine sehr untypische, leichtgewichtige Fingerübung des durch seine phantastischen Stoffe berühmt gewordenen Wahl-Berliners.
Die Filmbauten schufen Hans Neirath und Friedrich Winckler-Tannenberg.